# Château Beauséjour (Duffau-Lagarrosse)
Pour les articles homonymes, voir Château Beauséjour.
Le château Beauséjour (Joséphine Duffau-Lagarrosse), abrégé en château Beauséjour (J.D-L), anciennement château Beauséjour Héritiers Duffau-Lagarrosse, est un domaine viticole de 6,8 ha situé à Saint-Émilion en Gironde. En AOC saint-émilion grand cru, il est classé « premier grand cru classé B » depuis la première édition du classement des vins de Saint-Émilion en 1955.

## Histoire
Le château Beauséjour est situé au pied de l'église Saint-Martin de Mazerat. Les mentions écrites les plus anciennes des parcelles qui constituent aujourd'hui Beauséjour remontent au début du XVe siècle. Ces terres appartiennent alors aux moines de Saint-Martin de Mazerat qui y cultivent la vigne. À l'époque, le lieu s'appelle Peycoucou ou Peycogut (« là où chante le coucou »). D'ailleurs, une parcelle limitrophe de la propriété porte encore aujourd'hui ce nom.
Henry de Gères de Camarsac acquiert ces terres pendant la seconde moitié du XVIIe siècle. Sa petite-fille, Jeanne de Gères, apporte en dot cette propriété à François de Carles en 1722. En 1797, Jacques de Carles, séduit par la beauté du lieu lorsqu'il y séjourne, décide de rebaptiser cette propriété Beauséjour.
Au début du XIXe siècle, André de Carles-Trajet se retrouve à la tête des différentes propriétés de la famille de Carles, dont Beauséjour. Celui-ci va décider d'augmenter les rendements sur ses domaines, de diversifier les cultures en semant des céréales et en faisant de l'élevage. Ces choix provoquent sa ruine lorsque Napoléon instaure le blocus continental visant à interdire aux Anglais de commercer avec l'Europe. En 1823, afin de payer ses dettes et de garder son train de vie, André de Carle-Trajet vend le château Beauséjour pour la somme de 32 000 francs à Charles Toussaint Troquart, pharmacien à Saint-Émilion.
C'est alors en 1847 que Pierre Paulin Ducarpe hérite du domaine de son cousin. Il s'investit largement dans la lutte contre le phylloxéra, notamment au sein du comice agricole de Saint-Émilion dont il est le fondateur en 1872. En 1869, il partage la propriété entre ses deux enfants, Léopold et Louise. Chacun reçoit la moitié du domaine, Louise conservant le château et ses dépendances. Les deux disposent du droit de commercialiser son vin sous le nom de Château Beauséjour. Louise Ducarpe épouse le docteur Calixte Duffau-Lagarrosse, médecin à Saint-Émilion.
La propriété est ensuite transmise en ligne directe aux héritiers Duffau-Lagarrosse jusqu'en 2021, où le domaine est cédé à la société Beauséjour Courtin, associant la famille Courtin-Clarins à Joséphine Duffau-Lagarrosse,. L'héritage du château est dès lors conduit par un duo de jeunes femmes copropriétaires trentenaires, Joséphine Duffau-Lagarrosse représentant la neuvième génération familiale, et Prisca Courtin-Clarins, petite-fille de Jacques Courtin-Clarins.

## Domaine et terroir
Le domaine viticole s'étend sur 6,8 hectares d'un seul tenant qui voient se côtoyer plusieurs terroirs caractéristiques du château Beauséjour. Sur le haut du domaine figure le plateau calcaire à Astéries où la dureté des sols impose à la vigne de plonger en profondeur. Plus bas, les sols sont composés de molasse du Fronsadais provenant de la dégradation du plateau et qui donne une finesse d'argile très rare à Saint-Émilion. On retrouve ensuite des sols issus de colluvions anciennes recouvrant la pénéplaine et constitués de sables et d'argiles provenant de la dégradation des marnes argileuses du coteau. Enfin, une petite partie du domaine est plantée sur des sols à colluvions plus récentes.
Grâce à son exposition sud/sud-ouest, le vignoble bénéficie d'un ensoleillement maximum. L'encépagement est à 74 % constitué de merlot et à 26 % de cabernet franc. L'âge moyen du vignoble oscille entre 40 et 50 ans avec une densité de 8 000 pieds à l'hectare.

## Vins
Le château consacre les deux tiers de sa production, 13 000 à 20 000 bouteilles par an, à son premier vin. Un second, Croix de Beauséjour, est également proposé. Le chai de la propriété est constitué de cuves en béton.
Depuis le millésime 2010, le vin est descendu dans les caves calcaires monolithiques de la propriété pour y être conservé à température et hygrométrie constante (12 °C à 14 °C) durant 14 à 16 mois dans des barriques de chêne français.

## Équipe
Joséphine Duffau-Lagarrosse s'appuie sur une équipe composée de Camille de Villenaut, second d'exploitation, et de deux œnologues-consultants, Axel Marchal et Julien Viaud.